# مقبرة سلطان ويس
مقبرة سلطان ويس هو مقبرة تاريخي يعود إلى الدولة السلجوقية، ويقع في مقاطعة قزوين.